# Сант Мат
«Сант Мат» (гінді संत मत) — середньовічне гностичне, монотеїстичне, містичне, езотеричне та дуалістичне релігійне рух бхакті індійського типу, що з'явилося в північній частині Індійського субконтиненту в XIII столітті. Санти дотримувалися егалітарних поглядів, виступаючи проти якісних відмінностей індійської кастової системи та проти проведення відмінностей між індусами та мусульманами. Інша назва цього вчення — Сурат-шабд-йога або йога внутрішнього Світла та Звуку.
Сантів можна поділити на дві основні групи: північну групу з регіону Пенджабу, Раджастхана та Уттар-Прадеш, які використовували мову хінді (брадж) для релігійного вираження, і на південну групу, чиєю мовою був маратхі (представлену Намдевом та іншими сантами Махараштри). Засновником руху є Кабір, а ключовим текстом – Анураг Сагар. Найбільш відомими сантами були Намдев, Сант Кабір, Равідас, Гуру Нанак, Мірабай, Гуру Ангад, Сурдас, Гуру Амар Дас, Гуру Рам Дас, Даду Даял, Гуру Арджан Дев, Тулсідас, Гуру Хар Гобінд, Тукарам, Гуру Хар Рай, Гуру Хар Кришан, Гуру Тегх Бахадур, Гуру Гобінд Сінгх, Сант Ратнагар Рао Джі, Сант Тулсі Сахіб, Свамі Джі Махараджі, Баба Джаймал Сінгх, Баба Саван Сінгх, Сант Кірпал Сінгх, Сант Тхакар Сінгх та Сант Балджит Сінгх.

## Етимологія
У буквальному перекладі сант мат означає «шлях святих», «шлях істини» або «правильний шлях». Термін сант походить від санскритського слова сат (санскр. सद), що має кілька значень («справжній», «реальний», «чесний», «правильний»). Кореневе значення слова — "усвідомив істину" або "осягнув вищу реальність". Термін «сант» набув загального значення «чеснота людина», але в основному використовується по відношенню до поетів-сантів середньовічної Індії.

## Історія та основні особливості
Погляди сантів та їх соціально-релігійні відносини були засновані на принципах бхакті (любовної відданості Богу), у тому вигляді, в якому вони були описані за тисячоліття до цього в «Бхагавад-гіті». Рух Сант мат був однорідним. Різні його течії та вчителі мали спільні звичаї як один з одним, так і з традиціями, яким вони протистояли. Санти швидше були групою різноманітних духовних особистостей, ніж певною релігійною традицією, хоча всі вони визнавали спільність свого духовного коріння.
У русі Сант-мат не було сектантських кордонів і йому були чужі брахманські концепції каст та богослужінь. Поети-санти складали свою поезію на місцевих мовах, звертаючись до простого народу на хінді та маратхи. Вони говорили про рятівну силу «Святого імені» і відкидали релігійні ритуали як такі, що не мають значення. Санти проповідували ідею, що істиною релігією було переказ Богу «мешкаючому в серці». У традиції Сант мата також йшлося про необхідність прийняття духовного вчителя, що живе, якого називають поважним титулом Сатгуру, або «досконалий вчитель».
Перше покоління північноіндійських сантів, до якого належали Кабір і Равідас, з'явилося в регіоні Варанасі в середині XV століття. До них були дві відомі постаті XIII і XIV століття — Намдев та Рамананда. Останній, згідно з традицією Сант мата, був вайшнавським рамаїтським аскетом, який дав духовну посвяту Кабіру, Равідасу та іншим сантам. Інші варіанти історії життя Рамананди даються послідовниками його лінії, ченцями рамананді, іншими сантами, і пізніше сикхами. Загальноприйнятим фактом з його життя є те, що він приймав учні представників усіх каст, за що критикувався з боку ортодоксальних індуїстських брахманів. Учні Рамананди стали першим поколінням сантів. Парампара сантів продовжила своє існування протягом століть, хоча низка поетів-сантів заснували свої релігійні школи.
Формально, шляхи Сант мата випливало лише невелика кількість індуїстів, але традиція вплинула на послідовників різних рухів і течій. Бхаджани авторства таких сантів як Мірабай продовжують залишатися популярними в Індії та індуїстських громадах за її межами. У середньовічній та сучасній Індії, традиція Сант мата є єдиною, що зуміла успішно перевершити бар'єри між індусами та мусульманами. Згідно з Джуліусом Ліпнером, релігійне вчення сантів справило «звільняючий» вплив на життя багатьох індусів.

## Споріднені рухи
Вважається, що класичні гностики, середньовічні суфійські поети, такі як Шамс Тебрізі, Джалаладдін Румі та Хафіз Ширазі, а також синдхські поети мають багато спільного з поетами-сантами. Рух Радхасвамі у Північній Індії розглядає себе як основного сучасного продовжувача традиції сантів та їх вчення. Те саме стверджують послідовники течії кабірпантх, сикхи та деякі інші рухи.
До сучасного руху Сант Мат також належить організація Сант Мат "Шлях майстрів" Майстра Сант Балджіта Сінгха, а також П'єр Франко Марченаро (наступник Сант Кірпала Сінгха) і Майстер Чинг Хай (наступник Сант Тхакара Сінгха). А також гілка Мастани Джі, одного з учнів Баби Саван Сінгха. Релігійна організація «Місія божественного світла» Гуру Махарадж-джі (Према Равата) розглядається деякими релігієзнавцями сучасним продовжувачем руху Сант мат. До продовжувачів Сант мата також зараховують інший сучасний рух еканкар. Джеймс Льюїс називає ці рухи «виразом давньої віри у новому контексті».